# الصباح والمساء
صباح ومساء (بالنينوشك: Morgon og kveld) هي رواية قصيرة كتبها الكاتب النرويجي جون فوسّه (Jon Fosse)، وصَدرت لأول مرة عام 2000. تنتمي الرواية إلى الأدب التأملي الوجودي، وتتناول موضوعي الولادة والموت من منظور شاعري وفلسفي عميق.
تنقسم الرواية إلى جزأين:
- الجزء الأول يُروى من وجهة نظر والد الصياد، ويصف لحظة ولادة ابنه، في مشهد يغلب عليه التأمل والرمزية، حيث يُصوّر بداية الحياة بوصفها حدثًا غامضًا ومعجزيًا.
- الجزء الثاني يتناول وفاة الابن، الذي أصبح صيادًا، ويُروى من وجهة نظره. في هذا القسم، يعود البطل لزيارة أماكن وذكريات شكلت حياته، في سرد داخلي يمزج بين الواقع والهلوسة والما وراء.

تعكس الرواية الأسلوب الأدبي المميز لجون فوس، الذي يتسم باللغة الإيقاعية البسيطة والمتكررة، والجمل الطويلة التي تمنح العمل طابعًا شعريًا أقرب إلى التيار الواعي.
نُشرت الرواية باللغة الإنجليزية لأول مرة عام 2015 بترجمة داميون سيدلو (Damion Searls)، وحظيت بإشادة نقدية واسعة، لا سيما من حيث قدرتها على معالجة قضايا الحياة والموت والهوية والذاكرة بأسلوب مقتضب ومؤثر.
حصل الكتاب على جائزة ميلسوم الأدبية، التي تُمنح للأعمال الأدبية التي تتناول قضايا الوجود والموت بأسلوب فني مميز. وقد شكّلت الرواية أساسًا لأوبرا Morgen und Abend التي عُرضت لأول مرة عام 2015 في دار الأوبرا الملكية بلندن، بتكليف من "أوبرا رويال" و"أوبرا شتاتس فيينا"، مع موسيقى ألفها المؤلف النمساوي جورج فريدريش هاس (Georg Friedrich Haas) ونص مستمد مباشرة من الرواية بقلم الكاتب نفسه جون فوسّه. وقد حظيت الأوبرا بإشادة نقدية واسعة لما تحمله من طابع تأملي وجودي يجمع بين الكلمة والنغمة في معالجة فنية لموضوعي الولادة والموت.

## استقبال

### الاستجابة الحرجة
أثارت رواية "صباح ومساء" اهتمام النقاد نظراً لطابعها التأملي وأسلوبها اللغوي الفريد. أشار أولي كارلسن، في مراجعة نُشرت بمجلة "يوم ووقت" (Dag og Tid)، إلى التحول الأسلوبي الذي طرأ على أعمال جون فوسه، حيث انتقل من تصوير التوترات بين اللغة والواقع في كتاباته المبكرة إلى محاولة نشطة لمعالجة هذه الإشكالات بشكل جمالي. وكتب كارلسن قائلاً: "ربما يكون أسلوب فوس الكتابي المتكرر ذا نية توراتية أوضح مما كان عليه في روايته السابقة، وبالتالي يصبح النص مشحونًا بالمعنى. نعم، فوس شاعر بحق، فهو يُذكرنا بـتارجي فيساس، وهو حتى الآن على مستوى فيساس."
من جهة أخرى، وصفت مجلة Publishers Weekly الرواية بأنها "تأمل ساحر في الحياة والموت"، مشيرة إلى أن لحظاتها "بسيطة ويومية، إلا أن نثر فوس المُختصر، المعقّد والمتناغم، يُرشد القراء بمهارة عبر الماضي والحاضر"، مؤكدة الطابع التأملي والوجودي الذي يميز أسلوب الكاتب النرويجي.

### الإشادات
حصلت رواية "صباح ومساء" (Morgon og kveld) للكاتب النرويجي جون فوسه على جائزة ميلسوم (Melsom-prisen) لعام 2001، والتي تُمنح لأفضل عمل أدبي مكتوب باللغة النينورسك، تقديرًا لمساهمتها في تعزيز الأدب المكتوب بهذه اللغة. وقد نالت الرواية أيضًا ترشيحًا لجائزة مجلس الأدب النوردي (Nordisk råds litteraturpris)، وهي من أرفع الجوائز الأدبية في منطقة الشمال الأوروبي، بالإضافة إلى ترشيح لجائزة النقاد النرويجيين للأدب (Kritikerprisen)، ما يؤكد مكانتها البارزة في الساحة الأدبية النرويجية والدولية.